# لويس فاغاردو
لويس فاغاردو (بالإسبانية: Luis Alfonso Fajardo)‏ هو لاعب كرة قدم كولومبي، ولد في 18 أغسطس 1963 في ميديلين في كولومبيا. شارك مع منتخب كولومبيا لكرة القدم. أما مع النوادي، فقد لعب مع أتلتيكو ناسيونال وأتليتيكو هويلا وإنديبندينتي ميديلين.

## وصلات خارجية
- لويس فاغاردو على موقع الاتحاد الدولي (مؤرشف)  (الإنجليزية)
- لويس فاغاردو على موقع قاعدة بيانات كرة القدم.إي يو (الإنجليزية)
- لويس فاغاردو على موقع ناشيونال فوتبول تيمز (الإنجليزية)
- لويس فاغاردو على موقع عالم كرة القدم.نت (الإنجليزية)